# Ectocarpus
Genre
Ectocarpus est un genre d’algues brunes de la famille des Ectocarpaceae.  
Les organismes modèles végétaux sont nécessaires pour comprendre l’évolution des eucaryotes et ainsi l’évolution de la multicellularité, c’est pour cela que le genre Ectocarpus apparaît comme un modèle d’algues brunes en biologie évolutive du développement. En tant qu'algue brune, Ectocarpus appartient aux Straménopiles et se présente sous la forme de petites algues filamenteuses présentant toutes les caractéristiques d’un organisme modèle : cycle de vie court (deux mois en laboratoire pour obtenir des sporophytes – génération produisant des spores – ou des gamétophytes – génération produisant des gamètes), facile à manipuler du fait de sa petite taille,  un développement rapide avec un nombre de réplicats disponibles importants. Le génome d’Ectocarpus siliculosus a été séquencé (214 Mpb), ce qui présente un intérêt majeur pour l’utilisation de cet organisme en tant que modèle. De plus de nombreux outils d’analyse sont déjà disponibles pour répondre à différentes questions de recherche, par exemple la création de mutants par les UV ou par mutagénèse chimique, de l’immunohistochimie, ou encore le séquençage de cellule unique. Les limites du modèle reposent sur les difficultés à réaliser des modifications au sein du génome et donc utiliser des approches de génétique inverse (du gène au phénotype), même si le système CRISPR-Cas9 est actuellement envisagé pour ce type d’approche chez Ectocarpus.

## Liste d'espèces
Selon AlgaeBase (31 oct. 2012) :
- Ectocarpus acanthophorus Kützing
- Ectocarpus acutoramulis Noda
- Ectocarpus acutus Setchell & N.L.Gardner
- Ectocarpus adriaticus Ercegovic
- Ectocarpus affinis Setchell & N.L.Gardner
- Ectocarpus aleuticus Kützing
- Ectocarpus arachnoideus Zanardini (Sans vérification)
- Ectocarpus auratus Bory de Saint-Vincent ex Kützing
- Ectocarpus balakrishnanii V.Krishnamurthy
- Ectocarpus barbadensis Kuckuck
- Ectocarpus berteroanus Montagne
- Ectocarpus bombycinus Kützing
- Ectocarpus borealis (Kjellman) Kjellman
- Ectocarpus bornetii Hamel (Sans vérification)
- Ectocarpus bracchiolus Lindauer
- Ectocarpus brachiatus (Smith) S.F.Gray
- Ectocarpus brevicellularis Noda
- Ectocarpus caliacrae Celan
- Ectocarpus capensis Kützing
- Ectocarpus caspicus Henckel
- Ectocarpus castaneus Kützing (Sans vérification)
- Ectocarpus chantransioides Setchell & N.L.Gardner
- Ectocarpus chapmanii Lindauer
- Ectocarpus chiloensis Reinsch (Sans vérification)
- Ectocarpus chnoosporae Børgesen
- Ectocarpus cladosiphonae Noda
- Ectocarpus clavifer J.Agardh
- Ectocarpus commensalis Setchell & N.L.Gardner
- Ectocarpus commixtus Noda
- Ectocarpus confusiphyllus Noda
- Ectocarpus congregatus Zanardini
- Ectocarpus constanciae Hariot
- Ectocarpus corticulatus De A.Saunders
- Ectocarpus corymbosus Kützing (Sans vérification)
- Ectocarpus crassicaulis P.L.Crouan & H.M.Crouan (Sans vérification)
- Ectocarpus crouanii Thuret
- Ectocarpus crouaniorum Thuret
- Ectocarpus cruciatus C.Agardh (Sans vérification)
- Ectocarpus cryptophilus Børgesen
- Ectocarpus cymosus Zanardini
- Ectocarpus cystophylloides Noda
- Ectocarpus debilis Harvey (Sans vérification)
- Ectocarpus dellowianus Lindauer
- Ectocarpus denudatus P.L.Crouan & H.M.Crouan
- Ectocarpus dictyoptericola Noda
- Ectocarpus dietziae Harvey (Sans vérification)
- Ectocarpus distortus Carmichael
- Ectocarpus divaricatus Kützing (Sans vérification)
- Ectocarpus divergens Kornmann
- Ectocarpus durkeei Harvey (Sans vérification)
- Ectocarpus elongatus Bory de Saint-Vincent (Sans vérification)
- Ectocarpus ensenadanus N.L.Gardner
- Ectocarpus erectus Kützing
- Ectocarpus exiguus Skottsberg
- Ectocarpus exilis Zanardini
- Ectocarpus falklandicus Skottsberg
- Ectocarpus farlowii Thuret (Sans vérification)
- Ectocarpus fasciculatus Harvey
- Ectocarpus fenestroides P.L.Crouan & H.M.Crouan
- Ectocarpus filamentosus Noda (Sans vérification)
- Ectocarpus flagelliferus Setchell & N.L.Gardner
- Ectocarpus flagelliformis Kützing
- Ectocarpus flavescens Kützing (Sans vérification)
- Ectocarpus fluviatilis Kützing (Sans vérification)
- Ectocarpus fragilis Zanardini (Sans vérification)
- Ectocarpus fructuosus Setchell & N.L.Gardner
- Ectocarpus fulvescens Schousboe ex Thuret
- Ectocarpus fungiformis Oltmanns
- Ectocarpus fusiformis Nagai
- Ectocarpus giraudiae J.Agardh ex Wilson
- Ectocarpus glandiformis Zanardini (Sans vérification)
- Ectocarpus glaziovii Zeller
- Ectocarpus glomeratus Thuret (Sans vérification)
- Ectocarpus gonodioides Setchell & N.L.Gardner
- Ectocarpus gracillimus Kützing (Sans vérification)
- Ectocarpus hamulosus Harvey & J.W.Bailey
- Ectocarpus hancockii E.Y.Dawson
- Ectocarpus heterocarpus P.L.Crouan & H.M.Crouan
- Ectocarpus hooperi Harvey (Sans vérification)
- Ectocarpus hornericola Noda
- Ectocarpus humilis Kützing
- Ectocarpus hyemalis P.L.Crouan & H.M.Crouan (Sans vérification)
- Ectocarpus incomptus Meneghini (Sans vérification)
- Ectocarpus insignis P.L.Crouan & H.M.Crouan (Sans vérification)
- Ectocarpus intermedius Kützing
- Ectocarpus isopodicola E.Y.Dawson
- Ectocarpus kellneri Meneghini
- Ectocarpus kjellmanioides Noda
- Ectocarpus kochianus Kützing (Sans vérification)
- Ectocarpus laetus C.Agardh (Sans vérification)
- Ectocarpus laminariae Noda
- Ectocarpus lanosus Kützing (Sans vérification)
- Ectocarpus laurenciae Yamada
- Ectocarpus lebelii P.L.Crouan & H.M.Crouan (Sans vérification)
- Ectocarpus lepasicola Noda
- Ectocarpus longifructus Harvey (Sans vérification)
- Ectocarpus lutescens Zanardini
- Ectocarpus lutosus Harvey (Sans vérification)
- Ectocarpus macrocarpus Harvey
- Ectocarpus macrocarpus P.L.Crouan & H.M.Crouan
- Ectocarpus meneghinii Dufour (Sans vérification)
- Ectocarpus minor Noda
- Ectocarpus minutissimus Skottsberg & Levring
- Ectocarpus minutulus Montagne
- Ectocarpus mitchellioides Noda
- Ectocarpus moniliformis Vickers (Sans vérification)
- Ectocarpus monzensis Noda & Konno
- Ectocarpus multifurcus Zanardini
- Ectocarpus myurus Zanardini
- Ectocarpus natans Zanardini
- Ectocarpus niigatensis Noda
- Ectocarpus nitens De Notaris
- Ectocarpus notarisii Meneghini (Sans vérification)
- Ectocarpus oblongatus Noda
- Ectocarpus obovatus Foslie
- Ectocarpus obtusocarpus P.L.Crouan & H.M.Crouan
- Ectocarpus obtusus Noda
- Ectocarpus ochraceus Kützing (Sans vérification)
- Ectocarpus ochroleucus Kützing (Sans vérification)
- Ectocarpus octosporus Harvey (Sans vérification)
- Ectocarpus oophorus Kützing (Sans vérification)
- Ectocarpus ostendensis Askenasy (Sans vérification)
- Ectocarpus parvulus Kützing
- Ectocarpus patens Kützing (Sans vérification)
- Ectocarpus pectenis Ercegovic
- Ectocarpus penicillatus (C.Agardh) Kjellman
- Ectocarpus plasticola Noda
- Ectocarpus plumosus Noda
- Ectocarpus polysiphoniae Noda
- Ectocarpus pseudosiliculosus P.L.Crouan & H.M.Crouan (Sans vérification)
- Ectocarpus pumilus Zanardini
- Ectocarpus racemiferus Meneghini (Sans vérification)
- Ectocarpus radicans Zanardini
- Ectocarpus rallsiae Vickers
- Ectocarpus ramentaceus Zanardini
- Ectocarpus repens Shperk (Sans vérification)
- Ectocarpus reticulosus Harvey (Sans vérification)
- Ectocarpus rigidissimus Zanardini (Sans vérification)
- Ectocarpus rigidulus Kützing (Sans vérification)
- Ectocarpus rigidus Kützing (Sans vérification)
- Ectocarpus rivularis Wolle (Sans vérification)
- Ectocarpus rotundatoapicalis Noda & Honda
- Ectocarpus rudis Zanardini
- Ectocarpus rufulus Kützing
- Ectocarpus rufus (Roth) C.Agardh
- Ectocarpus rugicus Reinsch (Sans vérification)
- Ectocarpus ruprechtii Shperk (Sans vérification)
- Ectocarpus rutilans Kützing (Sans vérification)
- Ectocarpus sadoensis Noda
- Ectocarpus sargassicaulinus Noda
- Ectocarpus sargassiphyllus Noda
- Ectocarpus saxatilis Zanardini
- Ectocarpus scorpioides Harvey (Sans vérification)
- Ectocarpus scytosiphonae Noda
- Ectocarpus shiiyaensis Noda
- Ectocarpus shimokitaensis Ohta
- Ectocarpus siliculosus (Dillwyn) Lyngbye (espèce type)
- Ectocarpus simpliciusculus C.Agardh
- Ectocarpus simulans Setchell & N.L.Gardner
- Ectocarpus sonorensis E.Y.Dawson
- Ectocarpus sorocarpoides Takamatsu (Sans vérification)
- Ectocarpus spalatinus Kützing (Sans vérification)
- Ectocarpus sphaericus Ohta
- Ectocarpus squarrosus Kützing (Sans vérification)
- Ectocarpus stoloniferus Reinsch (Sans vérification)
- Ectocarpus strigosus Zanardini
- Ectocarpus symphyocladiophilus Noda (Sans vérification)
- Ectocarpus tamarinii Børgesen
- Ectocarpus taoniae Setchell & N.L.Gardner
- Ectocarpus tappiensis Ohta
- Ectocarpus tasshaensis Noda
- Ectocarpus tenellus (Kützing) Zanardini (Sans vérification)
- Ectocarpus tergestinus Reinsch (Sans vérification)
- Ectocarpus tesselatus Gatty (Sans vérification)
- Ectocarpus thuretii Le Jolis (Sans vérification)
- Ectocarpus trichophorus H.Gran
- Ectocarpus tsugaruensis Ohta
- Ectocarpus ugoensis Konno (Sans vérification)
- Ectocarpus uncinatus P.L.Crouan & H.M.Crouan (Sans vérification)
- Ectocarpus variabilis Vickers
- Ectocarpus venetus Kützing
- Ectocarpus vermicelliferus De Notaris (Sans vérification)
- Ectocarpus verminosus Kützing (Sans vérification)
- Ectocarpus villum Harvey (Sans vérification)
- Ectocarpus virgatus Kützing (Sans vérification)
- Ectocarpus viridis Harvey (Sans vérification)
- Ectocarpus vungtauensis Pham-Hoàng Hô
- Ectocarpus yezoensis Yamada & Tanaka
- Ectocarpus zonariae W.R.Taylor
- Ectocarpus zosterae Noda & Ohta

Selon Catalogue of Life (31 oct. 2012) :
- Ectocarpus acanthophorus
- Ectocarpus acuto-ramulis
- Ectocarpus acutus
- Ectocarpus adriaticus
- Ectocarpus affinis
- Ectocarpus balakrishnanii
- Ectocarpus barbadensis
- Ectocarpus battersiides
- Ectocarpus bombycinus
- Ectocarpus borealis
- Ectocarpus bracchiolus
- Ectocarpus brevicellularis
- Ectocarpus bryantii
- Ectocarpus caespitulus
- Ectocarpus capensis
- Ectocarpus caspicus
- Ectocarpus chantransioides
- Ectocarpus chapmanii
- Ectocarpus cladosiphoniae
- Ectocarpus commixtus
- Ectocarpus confusiophyllus
- Ectocarpus congregatus
- Ectocarpus constanciae
- Ectocarpus corticulatus
- Ectocarpus cryptophilus
- Ectocarpus cylindricus
- Ectocarpus cymosus
- Ectocarpus cystophylloides
- Ectocarpus dalmaticus
- Ectocarpus dellowianus
- Ectocarpus denudatus
- Ectocarpus dictyoptericola
- Ectocarpus dimorphus
- Ectocarpus distortus
- Ectocarpus divergens
- Ectocarpus ellipticus
- Ectocarpus erectus
- Ectocarpus exiguus
- Ectocarpus exilis
- Ectocarpus falklandicus
- Ectocarpus fasciculatus
- Ectocarpus fenestroides
- Ectocarpus flagelliferus
- Ectocarpus flagelliformis
- Ectocarpus fructosus
- Ectocarpus fulvescens
- Ectocarpus fungiformis
- Ectocarpus fusiformis
- Ectocarpus geniculatus
- Ectocarpus gonodioides
- Ectocarpus hamulosus
- Ectocarpus hancockii
- Ectocarpus haucki
- Ectocarpus hauckii
- Ectocarpus heterocarpus
- Ectocarpus hornericola
- Ectocarpus humilis
- Ectocarpus isopodicola
- Ectocarpus kellneri
- Ectocarpus kjellmanioides
- Ectocarpus laminariae
- Ectocarpus laurenciae
- Ectocarpus lepasicola
- Ectocarpus lutescens
- Ectocarpus macrocarpus
- Ectocarpus microscopicus
- Ectocarpus minor
- Ectocarpus mitchelloides
- Ectocarpus monzensis
- Ectocarpus multifurcus
- Ectocarpus myurus
- Ectocarpus natans
- Ectocarpus niigatensis
- Ectocarpus oblongatus
- Ectocarpus obovatus
- Ectocarpus obtusocarpus
- Ectocarpus obtusosus
- Ectocarpus paradoxoides
- Ectocarpus parvulus
- Ectocarpus parvus
- Ectocarpus pectenis
- Ectocarpus plasticola
- Ectocarpus plumosus
- Ectocarpus polysiphoniae
- Ectocarpus pumilus
- Ectocarpus radicans
- Ectocarpus ramellosus
- Ectocarpus ramentaceus
- Ectocarpus rotundato-apicalis
- Ectocarpus rudis
- Ectocarpus rufulus
- Ectocarpus rufus
- Ectocarpus sadoensis
- Ectocarpus sargassicaulinis
- Ectocarpus sargassiphyllus
- Ectocarpus saxatilis
- Ectocarpus scytosipohae
- Ectocarpus shiiyaensis
- Ectocarpus shimokitaensis
- Ectocarpus siliculosus
- Ectocarpus simpliciusculus
- Ectocarpus simulans
- Ectocarpus sonorensis
- Ectocarpus sphaericus
- Ectocarpus strigosus
- Ectocarpus subulatus
- Ectocarpus tamarinii
- Ectocarpus taoniae
- Ectocarpus tappiensis
- Ectocarpus tasshaensis
- Ectocarpus tenellus
- Ectocarpus tomentosus
- Ectocarpus trichophorus
- Ectocarpus tsugaruensis
- Ectocarpus van-bosseae
- Ectocarpus variabilis
- Ectocarpus venetus
- Ectocarpus virescens
- Ectocarpus vungtauensis
- Ectocarpus yezoensis
- Ectocarpus zonariae
- Ectocarpus zosterae

Selon ITIS (31 oct. 2012) :
- Ectocarpus acutus Setchell & Gardner, 1922
- Ectocarpus breviarticulatus J. Agardh
- Ectocarpus chantransioides
- Ectocarpus confervoides
- Ectocarpus corticulans
- Ectocarpus corticulatus Saunders, 1898
- Ectocarpus distortus
- Ectocarpus draparnaldioides
- Ectocarpus duchassaingianus
- Ectocarpus elachistaeformis
- Ectocarpus fasciculatus
- Ectocarpus flagelliferus
- Ectocarpus fructosus Setchell & Gardner, 1922
- Ectocarpus gonodioides
- Ectocarpus indicus
- Ectocarpus isopodicola Dawson, 1945
- Ectocarpus landsburgii
- Ectocarpus paradoxus
- Ectocarpus parvus (Saund.) Hollenb.
- Ectocarpus penicillatus
- Ectocarpus siliculosus
- Ectocarpus simulans
- Ectocarpus solitarius
- Ectocarpus taoniae
- Ectocarpus tomentosus
- Ectocarpus variabilis

Selon NCBI (31 oct. 2012) :
- Ectocarpus crouaniorum
- Ectocarpus fasciculatus
- Ectocarpus siliculosus
- Ectocarpus variabilis

Selon World Register of Marine Species (31 oct. 2012) :
- Ectocarpus acanthophorus Kützing
- Ectocarpus acuto-ramulis Noda, 1969
- Ectocarpus acutus Setchell & N.L.Gardner, 1922
- Ectocarpus adriaticus Ercegovic, 1955
- Ectocarpus affinis Setchell & N.L.Gardner, 1922
- Ectocarpus balakrishnanii V.Krishnamurthy, 2000
- Ectocarpus barbadensis Kuckuck, 1963
- Ectocarpus berteroanus Montagne, 1852
- Ectocarpus bombycinus Kützing, 1849
- Ectocarpus borealis (Kjellman) Kjellman, 1890
- Ectocarpus bracchiolus Lindauer, 1949
- Ectocarpus brachiatus (Smith) S.F.Gray, 1821
- Ectocarpus brevicellularis Noda, 1975
- Ectocarpus caliacrae Celan, 1938
- Ectocarpus capensis Kützing, 1849
- Ectocarpus caspicus Henckel, 1909
- Ectocarpus chantransioides Setchell & N.L.Gardner, 1922
- Ectocarpus chapmanii Lindauer, 1960
- Ectocarpus chnoosporae Børgesen, 1924
- Ectocarpus cladosiphoniae Noda, 1969
- Ectocarpus clavifer J.Agardh, 1854
- Ectocarpus commensalis Setchell & N.L.Gardner, 1922
- Ectocarpus commixtus Noda, 1972
- Ectocarpus confusiophyllus Noda, 1969
- Ectocarpus congregatus Zanardini
- Ectocarpus constanciae Hariot, 1887
- Ectocarpus corticulatus De A.Saunders, 1898
- Ectocarpus crouanii Thuret, 1863
- Ectocarpus crouaniorum Thuret, 1863
- Ectocarpus cryptophilus Børgesen, 1939
- Ectocarpus cymosus Zanardini
- Ectocarpus cystophylloides Noda, 1970
- Ectocarpus dellowianus Lindauer, 1960
- Ectocarpus denudatus P.L.Crouan & H.M.Crouan, 1866
- Ectocarpus dictyoptericola Noda, 1969
- Ectocarpus distortus Carmichael, 1833
- Ectocarpus divergens Kornmann, 1957
- Ectocarpus erectus Kützing
- Ectocarpus exiguus Skottsberg, 1907
- Ectocarpus exilis Zanardini
- Ectocarpus falklandicus Skottsberg, 1907
- Ectocarpus fasciculatus Harvey, 1841
- Ectocarpus fenestroides P.L.Crouan & H.M.Crouan, 1878
- Ectocarpus flagelliferus Setchell & N.L.Gardner, 1922
- Ectocarpus flagelliformis Kützing, 1843
- Ectocarpus fructuosus Setchell & N.L.Gardner, 1922
- Ectocarpus fulvescens Schousboe ex Thuret
- Ectocarpus fungiformis Oltmanns, 1894
- Ectocarpus fusiformis Nagai, 1941
- Ectocarpus glaziovii Zeller, 1876
- Ectocarpus gonodioides Setchell & N.L.Gardner, 1924
- Ectocarpus hamulosus Harvey & J.W.Bailey, 1851
- Ectocarpus hancockii E.Y.Dawson, 1944
- Ectocarpus heterocarpus P.L.Crouan & H.M.Crouan, 1878
- Ectocarpus hornericola Noda, 1981
- Ectocarpus humilis Kützing, 1849
- Ectocarpus intermedius Kützing, 1843
- Ectocarpus isopodicola E.Y.Dawson, 1946
- Ectocarpus kellneri Meneghini
- Ectocarpus kjellmanioides Noda, 1969
- Ectocarpus laminariae Noda, 1971
- Ectocarpus laurenciae Yamada, 1931
- Ectocarpus lepasicola Noda, 1969
- Ectocarpus lutescens Zanardini
- Ectocarpus macrocarpus P.L.Crouan & H.M.Crouan, 1878
- Ectocarpus macrocarpus Harvey, 1857
- Ectocarpus minor Noda, 1970
- Ectocarpus minutissimus Skottsberg & Levring, 1941
- Ectocarpus minutulus Montagne
- Ectocarpus mitchelloides Noda, 1975
- Ectocarpus monzensis Noda & Konno, 1973
- Ectocarpus multifurcus Zanardini, 1947
- Ectocarpus myurus Zanardini
- Ectocarpus natans Zanardini
- Ectocarpus niigatensis Noda, 1975
- Ectocarpus nitens De Notaris, 1844
- Ectocarpus oblongatus Noda, 1969
- Ectocarpus obovatus Foslie, 1881
- Ectocarpus obtusocarpus P.L.Crouan & H.M.Crouan, 1865
- Ectocarpus obtusosus Noda, 1969
- Ectocarpus parvulus Kützing, 1849
- Ectocarpus pectenis Ercegovic, 1955
- Ectocarpus penicillatus (C.Agardh) Kjellman, 1890
- Ectocarpus plasticola Noda, 1975
- Ectocarpus plumosus Noda, 1970
- Ectocarpus polysiphoniae Noda, 1975
- Ectocarpus pumilus Zanardini
- Ectocarpus radicans Zanardini
- Ectocarpus rallsiae Vickers, 1905
- Ectocarpus ramentaceus Zanardini
- Ectocarpus rotundato-apicalis Noda & Honda, 1970
- Ectocarpus rudis Zanardini
- Ectocarpus rufulus Kützing, 1843
- Ectocarpus rufus (Roth) C.Agardh, 1824
- Ectocarpus sadoensis Noda, 1975
- Ectocarpus sargassicaulinis Noda, 1969
- Ectocarpus sargassiphyllus Noda
- Ectocarpus saxatilis Zanardini
- Ectocarpus scytosipohae Noda, 1975
- Ectocarpus shiiyaensis Noda, 1974
- Ectocarpus shimokitaensis Ohta, 1973
- Ectocarpus siliculosus (Dillwyn) Lyngbye, 1819
- Ectocarpus simpliciusculus C.Agardh, 1827
- Ectocarpus simpliusculus C. Agardh, 1827
- Ectocarpus simulans Setchell & N.L.Gardner, 1922
- Ectocarpus sonorensis E.Y.Dawson, 1944
- Ectocarpus sphaericus Ohta, 1973
- Ectocarpus strigosus Zanardini
- Ectocarpus tamarinii Børgesen, 1941
- Ectocarpus taoniae Setchell & N.L.Gardner, 1922
- Ectocarpus tappiensis Ohta, 1973
- Ectocarpus tasshaensis Noda, 1975
- Ectocarpus tenellus (Kützing) Zanardini, 1847
- Ectocarpus trichophorus H.Gran, 1897
- Ectocarpus tsugaruensis Ohta, 1973
- Ectocarpus variabilis Vickers, 1905
- Ectocarpus venetus Kützing
- Ectocarpus vungtauensis Pham-Hoàng Hô, 1969
- Ectocarpus yezoensis Yamada & Tanaka, 1944
- Ectocarpus zonariae W.R.Taylor, 1928
- Ectocarpus zosterae Noda & Ohta, 1973